# Municipio de Loyalhanna
El municipio de Loyalhanna (en inglés: Loyalhanna Township) es un municipio ubicado en el condado de Westmoreland en el estado estadounidense de Pensilvania. En el año 2000 tenía una población de 2,301 habitantes y una densidad poblacional de 44 personas por km².

## Geografía
El municipio de Loyalhanna se encuentra ubicado en las coordenadas 40°28′00″N 79°28′59″O / 40.46667, -79.48306.

## Demografía
Según la Oficina del Censo en 2000 los ingresos medios por hogar en la localidad eran de $33,561 y los ingresos medios por familia eran $35,441. Los hombres tenían unos ingresos medios de $30,565 frente a los $22,625 para las mujeres. La renta per cápita para la localidad era de $15,136. Alrededor del 12,6% de la población estaban por debajo del umbral de pobreza.